# ماريو أورتيز
ماريو أورتيز (بالإسبانية: Mario Ortiz Vallejos)‏ (28 يناير 1936 بسانتياغو في تشيلي - 2 مايو 2006) هو مدرب كرة قدم ولاعب كرة قدم تشيلي في مركز الوسط، شارك في كأس العالم 1962. وشارك مع منتخب تشيلي لكرة القدم. أما مع النوادي، فقد لعب مع كولو-كولو ونادي بالستينو.

## وصلات خارجية
- ماريو أورتيز على موقع الاتحاد الدولي (مؤرشف)  (الإنجليزية)
- ماريو أورتيز على موقع قاعدة بيانات كرة القدم.إي يو (الإنجليزية)
- ماريو أورتيز على موقع ناشيونال فوتبول تيمز (الإنجليزية)
- ماريو أورتيز على موقع Soccerway.com (الإنجليزية)
- ماريو أورتيز على موقع عالم كرة القدم.نت (الإنجليزية)